# 奥富亮子
奥富 亮子（おくとみ りょうこ、1967年〈昭和42年〉10月23日 - ）は、RSK山陽放送のアナウンサー。アナウンス部長。

## 略歴・人物
- 岡山県岡山市出身であるが、祖父母より上の世代は大阪府や埼玉県出身。
- 学生時代はクイズ研究会へ所属し、クイズ番組への出演歴がある。その力は『リンだとRiN太の土曜番長』で毎年行われているクイズ大会でも発揮をしている[1]。
- 岡山県立岡山朝日高等学校、早稲田大学第一文学部卒業後、1990年にRSK山陽放送入社（同期に榎崎朱子、久保佳代、沼田靖子、横須賀伸一）。番組などでは「トメちゃん」と呼ばれ親しまれている[2]。
- 2017年4月にRSKで女性初のアナウンス部長に就任。同時に前部長の石田好伸の異動により、アナウンス部で最年長となった。現在のアナウンス部員で唯一1994年12月を以って閉鎖された『天満屋サテライトスタジオ』があった時代に在籍をしていた人物である。

## 現在の担当番組

### テレビ
- トメちゃん&桃太郎の岡山Cityかわら版
- ちゃんねるロック（2021年4月-）

### ラジオ
- あもーれ!マッタリーノ
  - 月-木曜 2016年9月-2017年3月
  - 月-水曜 2017年4月-2019年9月
  - 火・水曜 2019年10月-2024年6月26日

## 過去の担当番組

### テレビ
- VOICE21（1994年10月-2003年3月、2011年4月-2013年10月）
- イブニングワイド21（2003年4月-2004年3月）
  - イブニングワイド21 イブニングニュース（2003年4月-2004年3月）
- イブニングワイド21 ゆうがたDonDon（2004年4月-2005年3月）
- イブニングDonDon（2005年4月-2011年3月）
- イブニングDonDonさぬき（2006年4月-2007年3月、2010年10月-2011年3月）
- 田尾和俊のさぬきうどんワールド（不定期放送、香川県の広報&紀行番組）

### ラジオ
- ナイスモーニング（初レギュラー）
- ラヴ・アンダンテ
- びんびんサタデー 感度良好 奥富亮子（2006年4月-2009年9月）
- ごごラジViViッと!（月・火曜）
- おかやま 朝まるステーション1494
  - 月・火曜 2013年10月-2014年3月
  - 月-水曜 2014年4月-2014年11月
- 朝です。全員起立!
- 昼からど〜だい!（月-木曜 2015年4月-2016年8月）
- 不思議なアートパラダイス
- リンだとRiN太の土曜番長（小松千絵が不在時の代打を数回）